# William de Cantilupe
Pour les articles homonymes, voir Cantilupe, William de Cantilupe (décédé en 1254) et Cantilupe.

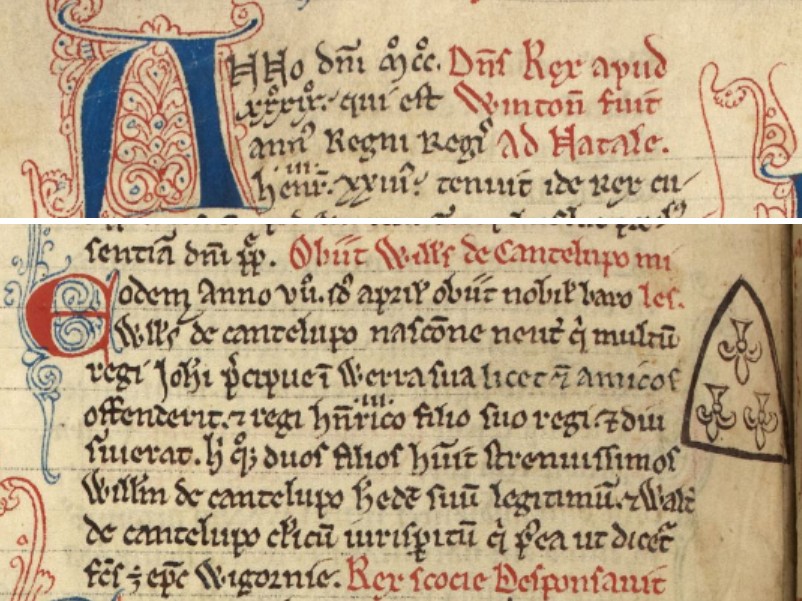
Mort de William Ier de Cantilupe enregistrée par Matthieu Paris (d.1259) dans son Historia Anglorum, folio 128v, avec son bouclier d'armes inversé

William Ier de Cantilupe (né vers 1159 et décédé le 7 avril 1239 ; anciennement Cantelow, Cantelou, Cantiloupe, etc., latinisé en de Cantilupo), 1er baron féodal d'Eaton (Bray), Bedfordshire, Angleterre, était un administrateur royal anglo-normand qui a servi comme intendant de la maison du roi Jean sans Terre et comme baron de l'Échiquier,.

## Origines
William Cantilupe est né vers 1159 dans le Buckinghamshire. Il est le fils de Walter de Cantilupe, petit propriétaire foncier dans l'Essex et le Lincolnshire. Walter de Cantilupe était le frère cadet de Fulk de Cantilupe (mort en 1217 ou 1218), shérif de Berkshire en 1200 et 1201. 
La famille de Cantilupe est arrivé en Angleterre quelque temps après la conquête normande de 1066. Elle est probablement originaire de l'un des nombreux manoirs au nom semblable en Normandie, d'où ils ont pris leur nom : Canteloup dans le Calvados (à 11 milles à l'est de Caen), ou Chanteloup dans le département de la Manche, ou Canteloup dans la Manche (à l'est de Cherbourg, à la pointe de la péninsule de Cherbourg).

## Carrière

### Pendant le règne du roi Jean
En 1198, Cantilupe était intendant de Jean, comte de Mortain, le futur roi Jean Sans Terre. La même année, son oncle Fulk de Cantilupe était également membre de la maison de Jean Sans Terre. De 1200 à 1204, il était shérif du Worcestershire et en 1204,  sous-shérif du Herefordshire. En 1205, il participa à l'infructueuse expédition dans le Poitou. En 1207, il était shérif du Worcestershire. Il conserva ce poste jusqu'à la fin du règne de Jean Sans Terre en 1216. En 1209, à la suite de sa nomination en tant que shérif du Warwickshire et shérif du Leicestershire, il déménagea sa résidence principale au château de Kenilworth dans le Warwickshire.
Au moment de la signature de la Magna Carta, en 1215, Cantilupe a obtenu plusieurs manoirs autrefois détenus par des barons rebelles. Il a été chargé par le roi Jean de négocier le retour au calme de ces rebelles. Il a servi comme geôlier pour les barons pris en otage. Ceci lui a probablement valu la description par le chroniqueur contemporain Roger de Wendover comme l'un des «mauvais conseillers» du roi Jean. 
En 1204, Cantilupe obtint le manoir d'Aston dans le Warwickshire. Afin de le différencier, il lui ajouta son nom de famille, maintenant Aston Cantlow. Ce manoir était auparavant détenu par William de Tankerville «le Chambellan» avant qu'il ne tombe en déshérence au profit de la couronne.
En 1205, Cantilupe obtint le manoir d'Eaton dans le Bedfordshire. Ce manoir devint le siège de la baronnie féodale Cantilupe. Il y construisit un château, décrit par les moines du prieuré de Dunstable voisin dans les Annales de Dunstable comme étant «un grave danger pour Dunstable et le voisinage».  À l'époque de Guillaume le Conquérant, Eaton avait été détenu par le demi-frère utérin de ce dernier, Odon, évêque de Bayeux, mais plus tard abandonné à la couronne.

### Pendant le règne du roi Henri III
Après la mort du roi Jean en 1216, de nombreux gouverneurs des châteaux royaux hésitaient à remettre leurs châteaux au conseil de régence qui gouvernait pendant la minorité d'Henri III. Ils se croyaient obligés de détenir leurs châteaux jusqu'à ce qu'Henri ait atteint l'âge de 14 ans. Ces nombreux refus ont rencontré une réponse énergique de la part du conseil.
En 1217, sous le conseil de régence, pendant qu'il était baron de l'Échiquier, Cantilupe a participé au siège du château de Mountsorrel, Leicestershire. Ce château a été complètement détruit. Cantilupe a également participé à la deuxième bataille de Lincoln. Il a servi le conseil au siège de Bedford en 1224.  Par la suite, il a aussi servi au Pays de Galles (1228 et 1231) et en Bretagne (1230).

## Mariage et descendance
Il a épousé Mazilia (ou Marcelin/Mascelin) de Braci, fille et héritière d'Adulf de Braci de Mentmore dans le Buckinghamshire.  Son mariage avec Mazilia lui a apporté des manoirs dans le Kent. Ensemble, ils ont a eu plusieurs descendants dont :
- William II de Cantilupe (décédé en 1251), fils aîné et héritier. Il a suivi les traces de son père en devenant l'intendant de la maison du roi Henri III, fils du roi Jean;
- Walter de Cantiloupe (1195-1266), évêque de Worcester, dont le Diocèse de Worchester était sous la garde de son père en 1208.
- John I de Cantilupe de Hempston Cauntelow (maintenant Broadhempston) près de Totnes, Devon. Il épousa Margaret Cumin, héritière de Snitterfield, Warwickshire[5]. La petite-fille de John et éventuelle unique héritière était Eleanor de Cantilupe (décédée après 1344), qui a épousé, avant 1321, Sir Thomas West (décédé en 1343), député de Warwickshire en 1324. Eleanor de Cantilupe était la grand-mère de Thomas West, 1er baron West (1365-1405), qui épousa Joan la Warre, héritière du baron La Warre, dont le fils cadet était Reynold West, 3e baron West, 6e baron La Warre (1395-1450). Ses descendants survivent aujourd'hui sous le nom de Earls De La Warr et portent les armes de Cantilupe de Hempston «Azure, trois têtes de léopard inversées jessant-de-lys or».
- Nicholas de Cantilupe, dont l'historien Dugdale (1656) a déclaré: "Je ne trouve rien de plus que la simple mention".
- Isabel de Cantilupe, qui a épousé Stephen Devereux.

## Mort et enterrement
William Cantilupe est mort le 7 avril 1239.  Son corps a été inhumé au Prieuré de Studley, Warwickshire.